# Viridiana
Viridiana är en mexikansk dramafilm från 1961 regisserad av Luis Buñuel.
Filmen handlar om novisen Viridiana (spelad av Silvia Pinal) som precis ska avlägga sina ordenslöften när hon får en inbjudan att stanna hos sin farbror Don Jaime (spelad av Fernando Rey).
Filmen vann Guldpalmen vid filmfestivalen i Cannes 1961.